# Michel Chapuis
Michel Chapuis, född 18 juni 1941 i Roche-lez-Beaupré, är en fransk före detta kanotist.
Chapuis blev olympisk silvermedaljör i C-2 1000 meter vid sommarspelen 1964 i Tokyo.